# Volcán de Agua

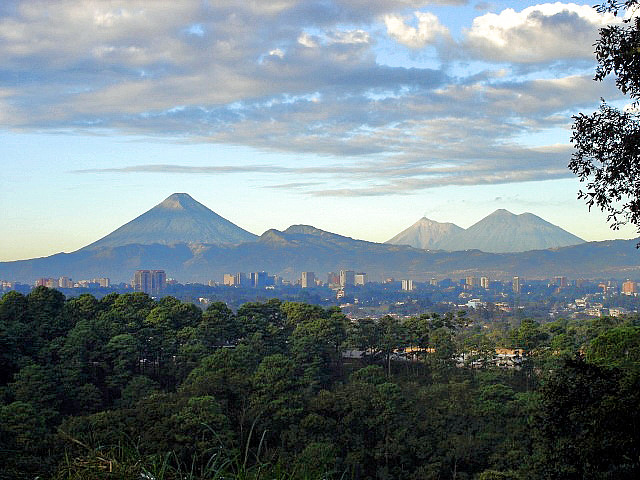
Från vänster "Agua", "Fuego" och "Acatenango"

Volcán de Agua är en vulkan i departementet Sacatepéquez i Guatemala. Den har varit inaktiv sedan mitten av 1500-talet. Med sina 3760 meter når vulkanen mer än 3500 meter över den kustnära slätten i söder vid Stilla havet och 2000 meter över Guatemalas högland i norr. Den dominerar det lokala landskapet utom när den döljs av moln. Vulkanen ligger 5–10 kilometer från Antigua Guatemala och flera andra stora städer som är belägna på dess norra sida. Dessa städer har en sammanlagd befolkning av nästan 100 000 personer. Vulkanen ligger mindre än cirka 20 km från Escuintla (befolkning, cirka 100 000) i söder.  Kaffe odlas på vulkanens nedre sluttningar. 
Den lokala Kaqchikelbefolkningen har alltid kallat vulkanen Hunapú "platsen för blommor". Även de spanska erövrarna kallade den Hunapú tills ett lerskred från vulkanen 1541 förstörde den gamla huvudstaden i Guatemala (nu känd som Ciudad Vieja, "den gamla staden") och staden efter katastrofen flyttades till den nuvarande Antigua Guatemala. Eftersom lerskredet hade orsakat en förödande flod av vatten, uppkom den moderna beteckningen "Volcán de Agua" (Vattenvulkanen), i motsats till den närbelägna "Volcán de Fuego" (Eldsvulkanen). Kaqchikelfolket kallar vulkanen Chi Gag, som översätts till "där elden är". 
Även om vulkanen inte har varit aktiv sedan mitten av 1500-talet, har den potential att förorsaka en störtflod av vatten, lera, sten och skräp, som kan översvämma närliggande befolkade områden. 
Volcán de Agua förklarades 1956 som naturskyddsområde 1956 och täcker ett område på 4 450 hektar.